# 19676 Ofeliaguilar
19676 Ofeliaguilar è un asteroide della fascia principale. Scoperto nel 1999, presenta un'orbita caratterizzata da un semiasse maggiore pari a 2,2386080 UA e da un'eccentricità di 0,1384965, inclinata di 6,19004° rispetto all'eclittica.